# Тетрастаннид пентагадолиния
Тетрастанни́д пентагадоли́ния — бинарное интерметаллическое неорганическое соединение
гадолиния и олова
с формулой Gd5Sn4,
кристаллы.

## Получение
- Сплавление стехиометрических количеств чистых веществ:

{\displaystyle {\mathsf {5Gd+4Sn\ {\xrightarrow {1179^{o}C}}\ Gd_{5}Sn_{4}}}}

## Физические свойства
Тетрастаннид пентагадолиния образует кристаллы ромбической сингонии, пространственная группа P nma, параметры ячейки a = 0,8046 нм, b = 1,553 нм, c = 0,8193 нм, Z = 4,
структура типа пентасамарийтетрагермания Sm5Ge4
.
Соединение образуется по перитектической реакции при температуре 1179 °C
.